# قائمة زملاء الجمعية الملكية المنتخبين في 1819
هذه الصفحة تعرض قائمة زملاء الجمعية الملكية المُنتخبين لعام 1819.

## الزملاء
- Cooper baronets [الإنجليزية]‏
- هنري دي لا بيش
- Thomas Greatorex [الإنجليزية]‏
- John Fisher (bishop of Salisbury) [الإنجليزية]‏
- John Brooke (1755–1802) [الإنجليزية]‏
- جيمس موريير
- Grant David Yeats [الإنجليزية]‏
- كولين ماكنزي [الإنجليزية]‏
- كلارك هابيل
- Joshua Brookes [الإنجليزية]‏
- William Conybeare (geologist) [الإنجليزية]‏
- توماس فيليبس [الإنجليزية]‏
- وليام بروت
- بنيامين غومبرتز [الإنجليزية]‏
- Henry James Brooke [الإنجليزية]‏
- Archibald Kennedy, 1st Marquess of Ailsa [الإنجليزية]‏
- جورج باتلر [الإنجليزية]‏
- جون ليزلي فوستر
- Charles Henry Bellenden Ker [الإنجليزية]‏
- فريدريك ماريات
- Henry Ellis (librarian) [الإنجليزية]‏
- ويليام بيرسون
- Robert Barlow (Royal Navy officer) [الإنجليزية]‏
- George Dollond [الإنجليزية]‏
- جون كامبل [الإنجليزية]‏
- George Ormerod [الإنجليزية]‏
- موراي ماكسويل
- Henry Walter (antiquary) [الإنجليزية]‏
- Archibald Primrose, 4th Earl of Rosebery [الإنجليزية]‏

## الأعضاء الأجانب
- Felipe Bauzá [الإنجليزية]‏
- Francisco de Borja Garção Stockler [الإنجليزية]‏